# Martina Navratilova
Martina Navratilova (tjeckiskt uttal (fil)), ursprungligen Šubertová, under sin tid som tjeckoslovakisk medborgare känd som Martina Navrátilová, född 18 oktober 1956 i Řevnice i Tjeckoslovakien, är en tjeckisk-amerikansk före detta tennisspelare. Hon tillhörde den absoluta världseliten inom damtennis från början av 1970-talet till början av 1990-talet. Hon rankades som världsetta 1978–1979 och 1982–1987, sammanlagt 332 veckor.
Martina Navratilova upptogs 2000 i International Tennis Hall of Fame.

## Biografi
Martina Navratilova föddes i staden Řevnice, 9 kilometer utanför Prag. När hennes mor 1962 gifte om sig med Miroslav Navrátil, fick Martina Navrátilová sitt nuvarande efternamn.   
Hon blev professionell spelare 1973 och vann under sin aktiva karriär 167 singel-, 167 damdubbel- och 10 mixeddubbeltitlar. Martina Navrátilová räknas som en av de främsta kvinnliga spelarna hittills. Hon är den spelare som efter Pete Sampras och Ivan Lendl som under sin karriär vunnit mest prispengar.  
Hon vann tre tjeckoslovakiska mästerskapstitlar fram till 1974. Året därpå var hon medlem i Tjeckoslovakiens segrade lag i Federation Cup. Samma år (1975) spelade hon US Open i Forest Hills. Efter den turneringen vägrade hon att återvända till sitt hemland och stannade i USA. Den 21 juli 1981 fick Navrátilová medborgarskap i USA (där hennes efternamn kom att skrivas som Navratilova). Vid tre tillfällen därefter (1986, 1989 och 1990) vann hon åter Federation Cup, denna gång för USA. Hon har också deltagit i USA:s segrande lag i Wightman Cup.

### Grand Slam-spelaren
Martina Navratilova vann totalt 59 titlar i Grand Slam-turneringar. Därmed ligger hon på andra plats efter australiskan Margaret Smith Court, som vann 62 titlar. Hon tog 20 titlar i Wimbledonmästerskapen, ett rekord hon delar med amerikanskan Billie Jean King. Åren 1978–1990 vann hon nio singeltitlar i Wimbledon, vilket också är rekord. Närmast i antal, åtta titlar, ligger Helen Wills. Sex av segrarna tog Navrátilová i följd (1982–1987), en rekordprestation som hon delar med endast William Renshaw (1881–1886). 
Martina Navratilovas främsta rival, men också dubbelpartner, var under mer än ett decennium den amerikanska spelaren Chris Evert. I början av Navrátilovás karriär var Evert regelmässigt den starkare av de två. Senare besegrade Navrátilová oftare sin rival och totalt vann hon 43 av deras 80 inbördes möten. I fem finaler i Wimbledonmästerskapen vann hon titeln efter att ha besegrat Chris Evert, som dock besegrade Navratilova i tre finaler på det långsammare underlaget i Franska öppna (1975, 1985 och 1986). 
Under de sista åtta åren av Navratilovas aktiva karriär blev tyskan Steffi Graf hennes främsta rival. I deras första finalmöte i Wimbledon 1987 vann Navrátilová, men därefter blev Graf allt svårare att besegra. Graf vann 1988 och 1989 Wimbledonfinalerna över Navratilova.
Martina Navratilova vann tre singeltitlar i Australiska öppna, två i Franska öppna och fyra i US Open. Hon lyckades dock aldrig ta en äkta Tennisens Grand Slam i singel, men däremot en i damdubbel tillsammans med Pam Shriver 1984. År 1987 vann hon en så kallad triple crown i US Open, det vill säga seger i singel, dubbel och mixed dubbel. År 1994 drog sig Navrátilová tillbaka från touren, men gjorde comeback 2000 för att spela damdubbel och mixeddubbel. Hon hade stora framgångar och vann bland annat ytterligare tre Grand Slamfinaler i mixed. År 2006, vid 49 års ålder, vann hon mixed dubbeln i US Open.
Med Pam Shriver vann hon mellan 1981 och 1984 fyra damdubbeltävlingar i rad vid Wimbledonmästerskapen.

### Tennisspelaren och personen
Den vänsterhänta Martina Navrátilová tränades från början av sin styvfar Miroslav Navrátil. I början av sin karriär var hon något rundlagd och därmed mindre rörlig, vilket var till nackdel för hennes spel. Andra spelare, bland andra Chris Evert, uppmärksammade emellertid tidigt Navrátilovás stora talang för spelet. Efter att ha ändrat sin kosthållning och satsat på hårdare fysisk träning blev hon också allt mer fulländad i sin stil som attackspelare. 
Navratilovas attackinriktade spel kallades för "tornadoliknande". Oavsett underlag föredrog hon serve-volley-spel framför spel från baslinjen. Trots sina  framgångar på alla underlag var hon effektivast på snabba sådana.
Efter sin aktiva tenniskarriär har Martina Navratilova varit engagerad i bland annat djurrättsfrågor, men huvudsakligen i frågor runt homosexuellas rättigheter. År 1980 gick hon ut med att hon var bisexuell och sedan att hon var homosexuell. Navratilova berättade att hon haft en relation med författaren Rita Mae Brown.
1984 inledde Navratilova ett förhållande med hemmafrun och före detta skönhetsdrottningen Judy Nelson. Nelson lämnade sin man i Texas och följde med tennisstjärnan ut på touren, i början som en betald all-i-allo men senare som kärlekspartner. Då Navratilova 1991 gjorde slut, stämde Nelson henne på 15 miljoner dollar i underhåll. Parterna gjorde upp utan domstolsförhandlingar. År 2015 gifte hon sig med entreprenören och tidigare skönhetsmissen Julia Lemigova.
År 1985 gav hon ut sin självbiografi Martina. Navratilova har även skrivit tre romaner. Hon har också arbetat som tennistränare, bland annat inom rullstolstennis.

## Grand Slam-finaler singel (32)
| Resultat | År   | Mästerskap                | Underlag | Finalmotståndare  | Setsiffror              |
| -------- | ---- | ------------------------- | -------- | ----------------- | ----------------------- |
| Förlust  | 1975 | Australiska öppna         | Gräs     | Evonne Goolagong  | 3–6, 2–6                |
| Förlust  | 1975 | Franska öppna             | Grus     | Chris Evert       | 6–2, 2–6, 1–6           |
| Vinst    | 1978 | Wimbledonmästerskapen     | Gräs     | Chris Evert       | 2–6, 6–4, 7–5           |
| Vinst    | 1979 | Wimbledonmästerskapen (2) | Gräs     | Chris Evert       | 6–4, 6–4                |
| Förlust  | 1981 | US Open                   | Hard     | Tracy Austin      | 6–1, 6–7(4–7), 6–7(1–7) |
| Vinst    | 1981 | Australiska öppna         | Gräs     | Chris Evert       | 6–7(4–7), 6–4, 7–5      |
| Vinst    | 1982 | Franska öppna             | Grus     | Andrea Jaeger     | 7–6(8–6), 6–1           |
| Vinst    | 1982 | Wimbledonmästerskapen (3) | Gräs     | Chris Evert       | 6–1, 3–6, 6–2           |
| Förlust  | 1982 | Australiska öppna         | Gräs     | Chris Evert       | 3–6, 6–2, 3–6           |
| Vinst    | 1983 | Wimbledonmästerskapen (4) | Gräs     | Andrea Jaeger     | 6–0, 6–3                |
| Vinst    | 1983 | US Open                   | Hard     | Chris Evert       | 6–1, 6–3                |
| Vinst    | 1983 | Australiska öppna (2)     | Gräs     | Kathy Jordan      | 6–2, 7–6(7–5)           |
| Vinst    | 1984 | Franska öppna (2)         | Grus     | Chris Evert       | 6–3, 6–1                |
| Vinst    | 1984 | Wimbledonmästerskapen (5) | Gräs     | Chris Evert       | 7–6(7–5), 6–2           |
| Vinst    | 1984 | US Open (2)               | Hard     | Chris Evert       | 4–6, 6–4, 6–4           |
| Förlust  | 1985 | Franska öppna             | Grus     | Chris Evert       | 3–6, 7–6(7–4), 5–7      |
| Vinst    | 1985 | Wimbledonmästerskapen (6) | Gräs     | Chris Evert       | 4–6, 6–3, 6–2           |
| Förlust  | 1985 | US Open                   | Hard     | Hana Mandlíková   | 6–7(3–7), 6–1, 6–7(2–7) |
| Vinst    | 1985 | Australiska öppna (3)     | Gräs     | Chris Evert       | 6–2, 4–6, 6–2           |
| Förlust  | 1986 | Franska öppna             | Grus     | Chris Evert       | 6–2, 3–6, 3–6           |
| Vinst    | 1986 | Wimbledonmästerskapen (7) | Gräs     | Hana Mandlíková   | 7–6(7–1), 6–3           |
| Vinst    | 1986 | US Open (3)               | Hard     | Helena Suková     | 6–3, 6–2                |
| Förlust  | 1987 | Australiska öppna         | Gräs     | Hana Mandlíková   | 5–7, 6–7(1–7)           |
| Förlust  | 1987 | Franska öppna             | Grus     | Steffi Graf       | 4–6, 6–4, 6–8           |
| Vinst    | 1987 | Wimbledonmästerskapen (8) | Gräs     | Steffi Graf       | 7–5, 6–3                |
| Vinst    | 1987 | US Open (4)               | Hard     | Steffi Graf       | 7–6(7–4), 6–1           |
| Förlust  | 1988 | Wimbledonmästerskapen     | Gräs     | Steffi Graf       | 7–5, 2–6, 1–6           |
| Förlust  | 1989 | Wimbledonmästerskapen     | Gräs     | Steffi Graf       | 2–6, 7–6(7–1), 1–6      |
| Förlust  | 1989 | US Open                   | Hard     | Steffi Graf       | 6–3, 5–7, 1–6           |
| Vinst    | 1990 | Wimbledonmästerskapen (9) | Gräs     | Zina Garrison     | 6–4, 6–1                |
| Förlust  | 1991 | US Open                   | Hard     | Monica Seles      | 6–7(1–7), 1–6           |
| Förlust  | 1994 | Wimbledonmästerskapen     | Gräs     | Conchita Martínez | 4–6, 6–3, 3–6           |

## ÖvrigaGrand Slam-titlar
- Australiska öppna
  - Dubbel - 1980, 1982, 1983, 1984, 1985, 1987, 1988, 1989
  - Mixed dubbel - 2003
- Franska öppna
  - Dubbel - 1975, 1982, 1984, 1985, 1986, 1987, 1988
  - Mixed dubbel - 1974, 1985
- Wimbledon
  - Dubbel - 1976, 1979, 1981, 1982, 1983, 1984, 1986
  - Mixed dubbel - 1985, 1993, 1995, 2003
- US Open
  - Dubbel - 1977, 1978, 1980, 1983, 1984, 1986, 1987, 1989, 1990
  - Mixed dubbel - 1985, 1987, 2006